# Alansmia variabilis
Alansmia variabilis là một loài dương xỉ trong họ Polypodiaceae. Loài này được Mett. Moguel & M. Kessler mô tả khoa học đầu tiên năm 2011.